# Raida Cóndor
Alejandrina Raida Cóndor Sáez (Ulcumayo, Junín, 28 de junio de 1944) es una activista por los derechos humanos peruana.
Es reconocida por su lucha en la búsqueda de justicia por la Masacre de La Cantuta, en la que un profesor universitario y nueve estudiantes -entre ellos su hijo Armando Amaro- de la Universidad Nacional de Educación Enrique Guzmán y Valle fueron secuestrados, torturados y desaparecidos por el destacamento paramilitar Grupo Colina, pertenecientes al Ejército Peruano, en una estrategia contra el terrorismo de baja intensidad por presuntamente pertenecer al grupo terrorista Sendero Luminoso. Este es uno de los casos por el cual el expresidente peruano Alberto Fujimori ha sido condenado a veinticinco años de prisión.
Raida no supo lo que sucedió con su hijo y sus compañeros hasta varios meses después de su desaparición. A partir del descubrimiento de la masacre, encabezó, junto a otras madres y familiares de los desaparecidos, como Gisela Ortiz, marchas y vigilias en búsqueda por la justicia y paz, dirigido movimientos en favor de los derechos humanos y contribuido en la memoria y dignidad de las mujeres deudas.